# Glänsande blombagge
Glänsande blombagge (Ischnomera caerulea) är en skalbaggsart som först beskrevs av Carl von Linné 1758.  Glänsande blombagge ingår i släktet Asclera, och familjen blombaggar. Enligt den svenska rödlistan är arten sårbar i Sverige. Arten förekommer i Götaland, Gotland, Öland och Svealand. Artens livsmiljö är skogslandskap, jordbrukslandskap.